# Virement
Unter Virement versteht man generell eine Geldüberweisung. Aus dem Französischen leitet sich der Begriff als virement bancaire (Banküberweisung) oder virement postal (Postüberweisung) ab. Im spezielleren Sinne steht Virement im staatsfinanzwirtschaftlichen Kontext für die zeitliche und/oder sachliche Übertragung eines Etatpostens. In zeitlicher Hinsicht bedeutet es beispielsweise die Übertragung eines Etatpostens auf das nächste Haushaltsjahr; in sachlicher Hinsicht wiederum die Übertragung eines Etatpostens auf einen anderen Haushaltstitel.
Das Virement entstammt dem Haushaltsbewilligungsrecht und leitet sich aus diesem grundsätzlich als Verbot ab. Transparenz des Verwaltungshandelns und Gründe der funktionellen Etatordnung und der finanzwirtschaftlichen Haushaltsverantwortung verbieten es, dass Geldüberschüsse eigenmächtig umgeleitet werden in Vorhaben, die aus den Statuten des Haushaltsplans nicht deckungsfähig sind.